# Sir el Gharbiyeh
Sir el Gharbiyeh è un centro abitato e comune (municipalité) del Libano situato nel distretto di Nabatiye, governatorato di Nabatiye.